# Юниверсити-Парк (Пенсильвания)

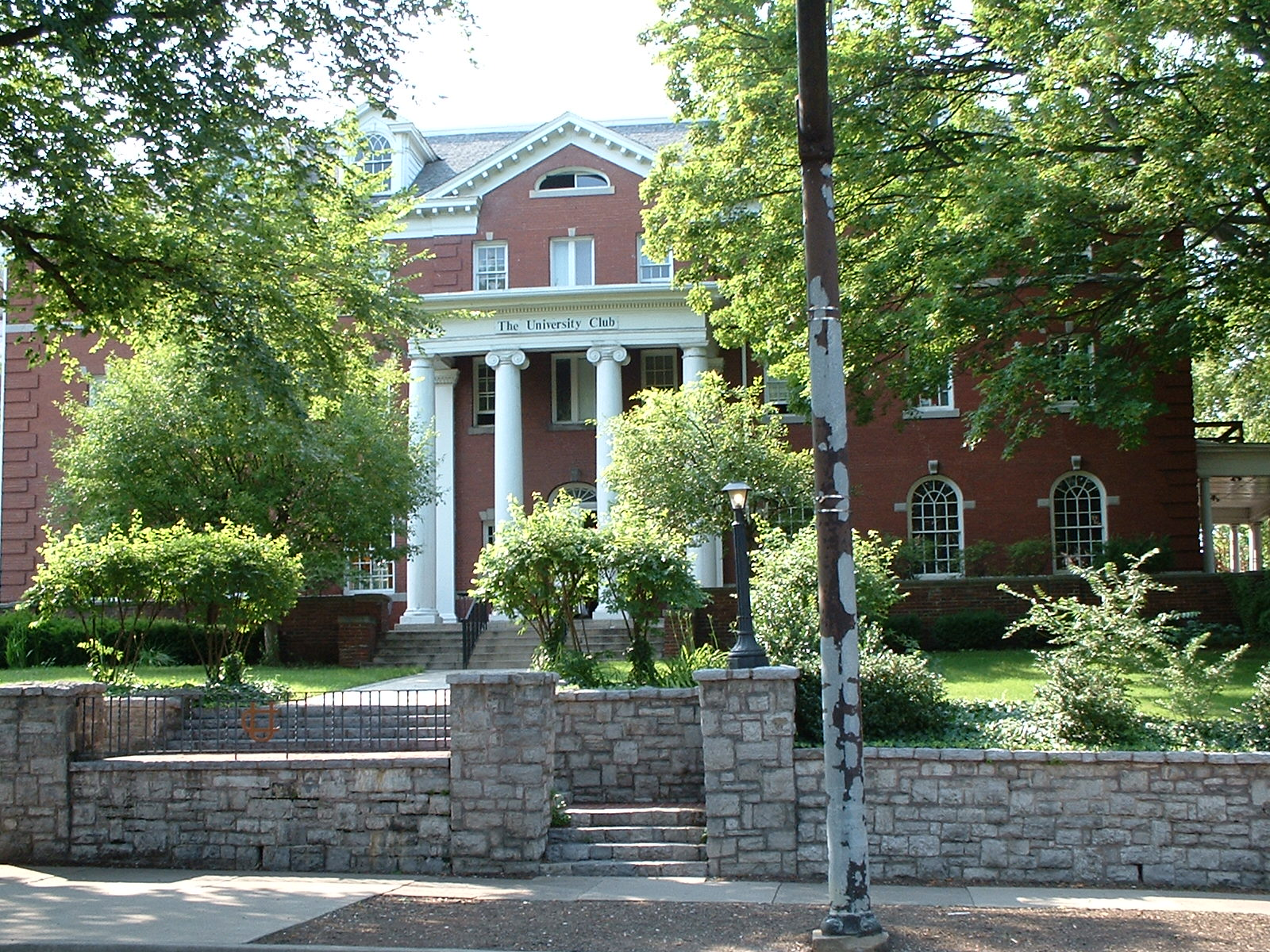
Университетский клуб Университета штата Пенсильвания в Юниверсити-Парк

Юниверсити-Парк (англ. University Park) — название главного кампуса Университета штата Пенсильвания. Он расположен в городе Стейт-Колледж и посёлке Колледж Тауншип
Почтовый индекс 16802. Согласно статистике за 2000 год, по данному индексу зарегистрировано 9172 человека.
Расположен на высоте 352 м над уровнем моря.
Современное название было дано в 1953 году, когда Колледж штата Пенсильвания был переименован в Университет штата Пенсильвания.